# Menis Koumandareas
Menis Koumandareas (griechisch Μένης Κουμανταρέας; * 4. Januar 1931 in Athen; † 5. Dezember 2014 ebenda) war ein griechischer Schriftsteller.

## Leben
Koumandareas war ein Vertreter des sozialen Realismus in der griechischen Prosa. Nachdem er sein Studium abgebrochen hatte, arbeitete er mehrere Jahre in Reedereien und Versicherungen, bevor er sich 1982 als freier Schriftsteller vollständig der Literatur widmete, und zwar in seiner Geburtsstadt Athen, die er kaum je verlassen hat und die oft Schauplatz seiner Geschichten ist. In der griechischen Literaturszene machte er erstmals 1962 mit seinem Erzählband Ta mihanakia auf sich aufmerksam.
Für seine Kurzgeschichten und Romane wurde Koumandareas mehrfach mit griechischen Literaturpreisen ausgezeichnet (1967, 1976, 2002). Sein Roman I fanella me to 9 (Η φανέλλα με το 9, dt. Das Trikot mit der 9) wurde 1988 von Pantelis Voulgaris verfilmt. Im Jahr 1972 war er Gast des Berliner Künstlerprogramms des DAAD.  
Am 6. Dezember 2014 wurde Menis Koumandareas in seiner Athener Wohnung tot aufgefunden. Die Polizei geht von einem Mord an dem 83-jährigen Schriftsteller aus.

## Werke
Sein Werk umfasst die folgenden Romane, Erzählungen und Kurzgeschichten, wovon bislang nur ein kleiner Teil ins Deutsche übersetzt wurde:
- 1962 Τα Μηχανάκια (dt. Die Mofas)
- 1972 Τα Καημένα
- 1975 Βιοτεχνία Υαλικών (dt. Glasfabrik, 1985), 1976 mit dem staatlichen Buchpreis (Κρατικό Βραβείο Μυθιστορήματος) ausgezeichnet
- 1978 Η κυρία Κούλα
- 1979 Το Κουρείο
- 1981 Σεραφείμ και Χερουβείμ
- 1982 Ο Ωραίος Λοχαγός (dt. Der schöne Hauptmann, 2001)
- 1986 Η Φανέλα με το εννιά (dt. Das Trikot mit der Neun),  1988 von Pantelis Voulgaris verfilmt
- 1989 Πλανόδιος σαλπιγκτής
- 1993 Η συμμορία της άρπας
- 1994 Θυμάμαι την Μαρία
- 1996 Η μυρωδιά τους με κάνει και κλαίω 
  - dt. von Laura Gertrud Steuer:  Mein fantastischer Frisiersalon, Hanholz, Göttingen 2002, ISBN 3-932622-83-9.
- 2001 Δυό φορές Έλληνας (dt. Zweimal Grieche)
- 2003 Νώε
- 2006 Η γυναίκα που πετάει
- 2008 Το show είναι των Ελλήνων
- 2009 Σ΄ένα στρατόπεδο άκρη στην ερημιά
- 2010 Ξεχασμένη Φρουρά
- 2011 Οι αλεπούδες του Γκόσπορτ
- 2013 Θάνατος στο Βαλπαραΐζο
- 2014 Ο θησαυρός του χρόνου

Daneben erstellte er zahlreiche Übersetzungen ausländischer Autoren, darunter Alberto Moravia, Ernest Hemingway, James Joyce, William Faulkner, Herman Melville, Hermann Hesse, Carson McCullers, Lewis Carroll, Georg Büchner, Edgar Allan Poe, F. Scott Fitzgerald.